# ジョン・ボルトン (天文学者)

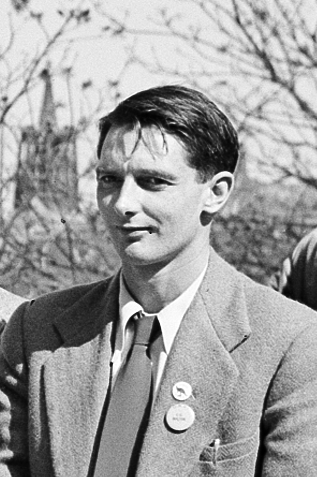
ジョン・ボルトン (天文学者)

ジョン・ゲートンビー・ボルトン（John Gatenby Bolton、1922年6月5日 - 1993年7月6日）はイギリス・シェフィールド生まれで、オーストラリア、アメリカ合衆国などで活躍した電波天文学者である。1947年におうし座A（かに星雲）などが電波源であることを同定した。
ケンブリッジ大学で学んだ後、第二次世界大戦中はイギリス海軍に入り、戦後はオーストラリアに留まり、電波望遠鏡の改良をおこなった。海面からの反射を利用する干渉法により、電波望遠鏡の分解能を高め、電波源を同定した。オーウェンズバレー電波天文台、パークス天文台の所長を務めた。1973年王立協会フェロー選出。

## 賞
- 国立電波天文台 ジャンスキー賞 (1966年)
- 米国天文学会 ヘンリー・ノリス・ラッセル講師職（1968年）
- 王立天文学会ゴールドメダル (1977年)
- ブルース・メダル（1988年）